# Seo2
Cristian Bórquez Sarrat (Castro, 7 de julio de 1976), más conocido como Seo2, es un MC chileno, considerado uno de los más populares a finales de los años 1990 y principios del nuevo milenio. Fue miembro de Makiza, junto a Ana Tijoux, Squat (Dj) y Cenzi (música). Es hijo de exiliados durante el régimen militar en Chile, por lo que se crio en Europa hasta su regreso a Chile a principios de los años 1990.

## Primeros años
Durante su infancia, su familia se mudó constantemente debido a la persecución política contra su padre, un militante de las juventudes comunistas.[cita requerida] En 1980, cuando su padre fue exiliado, Seo2 fue a vivir con sus tíos Juan y Myrna, lo que le brindó un ambiente más estable y acceso a mejores oportunidades educativas.
En 1986, se trasladó a Suiza para vivir con su padre. Aunque al principio la situación parecía prometedora, pronto se volvió estresante debido al carácter autoritario y alcohólico de su padre. [cita requerida]A pesar de estos desafíos, su estancia en Suiza le permitió conocer otra cultura, aprender nuevos idiomas y desarrollar una comprensión profunda de lo que significa ser migrante.
El contacto de Seo2 con la cultura hip hop en Suiza fue fundamental. Comenzó con el grafiti, atraído por la libertad de expresión y el arte urbano. Un casete de rap de 1989 que le prestó su amigo Pouney, incluyendo artistas como Heavy D, Gang Starr y Big Daddy Kane, marcó profundamente su interés por el rap.

## Carrera

### Inicios
En 1992, Seo2 regresó a Chile y fundó el grupo Castro Familia Crew (CFC) en Castro. Pintaron murales y comenzaron a rapear, con Seo2 escribiendo la mayoría de las letras al principio.
En 1995, al mudarse a Santiago para estudiar arquitectura en la Universidad de Santiago de Chile (USACH), Seo2 descubrió la incipiente escena underground del hip hop en la capital. Se unió a Demosapiens, un colectivo de pioneros del rap chileno, entre los cuales estaban Tiro de Gracia y Las Corrosivas.

### Banda Makiza
En 1997, junto a Ana Tijoux, Cenzi y DJ Squat, formó Makiza. Su primer álbum, "Vida Salvaje" (1998), fue grabado en un estudio después del trabajo de Seo2, financiado en gran parte por él y con la ayuda de la madre de Ana Tijoux y el ingeniero Claudio Quiñones. Este álbum introdujo un nuevo lenguaje en el rap chileno.
“Aerolíneas Makiza” (1999), su siguiente álbum, fue producido tras firmar con Sony Music, lo que los catapultó a un nivel profesional.
En 2001, durante un receso de Makiza, Seo2 y Cenzi formaron Némesis, lanzando el álbum "Justicia Divina” bajo Sony Music. Los sencillos “Ley de Némesis” y “Juguetes” lograron sonar en radios y MTV. En 2003, lanzaron de forma independiente el álbum “Hip Hop Héroes”.
En 2004, Makiza se reformó y lanzó "Casino Royale”. En esta nueva formación, se integraron Sonido Ácido y DJ Caso, aunque este último cedió su lugar a DJ Nakeye luego de diferencias con Ana Tijoux. Este álbum permitió a la banda tocar en el extranjero y explorar nuevos sonidos, aunque también marcó el inicio del fin del grupo. Ese mismo año, reeditaron “Vida Salvaje”.

### Carrera posterior
Entre 2005 y 2006, Seo2 fue editor y socio fundador de la Revista Infame, una publicación que editó tres números antes de quebrar.En 2016, Seo2 creó una agencia de desarrollo web, con la cual trabaja hasta el día de hoy, desarrollando plataformas y sitios para distintas empresas.
En 2019, junto a DJ Bitman, formó BMF, Battle Music Festival, organizando una serie de eventos, editando un disco bajo el nombre BMF Squad y produciendo programas audiovisuales como Movistar Freestyle.
Seo2 también se ha dedicado a dirigir y editar sus videoclips y los de varios colegas.

## Participación en Competencias de Freestyle
Seo2 ha participado en el mundo de las batallas de freestyle, particularmente en la Red Bull Batalla (anteriormente conocida como Red Bull Batalla de los Gallos). A continuación, se presenta una lista de sus participaciones:
| Año       | Rol                                    | Competencia                    | Evento              | País      |
| --------- | -------------------------------------- | ------------------------------ | ------------------- | --------- |
| 2006      | Jurado                                 | Red Bull Batalla de los Gallos | Final Nacional      | Chile     |
| 2006      | Jurado                                 | Red Bull Batalla de los Gallos | Final Internacional | Colombia  |
| 2007      | Jurado                                 | Red Bull Batalla de los Gallos | Final Nacional      | Perú      |
| 2007      | Jurado                                 | Red Bull Batalla de los Gallos | Final Internacional | Venezuela |
| 2008      | Host                                   | Red Bull Batalla de los Gallos | Final Nacional      | Chile     |
| 2012      | Coproductor                            | Red Bull Batalla de los Gallos | Competencia         | Chile     |
| 2013      | Host                                   | Red Bull Batalla de los Gallos | Final Nacional      | Chile     |
| 2013      | Jurado                                 | Red Bull Batalla de los Gallos | Final Internacional | Argentina |
| 2014      | Jurado                                 | Red Bull Batalla de los Gallos | Final Internacional | España    |
| 2015-2018 | Host oficial                           | Red Bull Batalla               | Final Nacional      | Chile     |
| 2019-2023 | Host oficial (haciendo dupla con Cayú) | Red Bull Batalla               | Final Nacional      | Chile     |
| 2017      | Asistente de producción de Cenzi       | Red Bull Batalla               | Final Internacional | México    |
| 2018      | Asistente de producción de Cenzi       | Red Bull Batalla               | Final Internacional | Argentina |
| 2019      | Jurado                                 | Cruce de Campeones             | Competencia         | Paraguay  |
| 2020      | Jurado                                 | FMS Chile                      | Competencia         | Chile     |
| 2024      | Caster                                 | Red Bull Batalla               | Final Nacional      | Chile     |

Durante la segunda temporada de FMS Chile, una competencia de freestyle organizada por Urban Roosters, Seo2 también estuvo presente, mostrando su continuo apoyo y conexión con la escena del freestyle. Además, ha colaborado con importantes eventos de freestyle como DEM Battles y Cantera de Campeones, fortaleciendo su rol como mentor y promotor del talento emergente en el hip hop chileno.
Seo2 ha sido instrumental en crear puentes entre la escena de las plazas y los escenarios, conectando a los talentos con la gente indicada y apoyando en eventos de plaza a lo largo de Chile y en diferentes actividades de apoyo y crecimiento de la escena.

## Controversias
Seo2 también ha tenido su parte de controversias o rencillas en la escena del rap. En 2004, tuvo una rencilla con Lenwa Dura, que dio como resultado los temas "Lengua Muerta” y “Tierra va a Temblar”. Este enfrentamiento fue notable porque Lenwa Dura respondió directamente. 
En 2022, Seo2 lanzó “Hora del Té”, un tema en el que se desahogó y le tiró al rapero Tea Time. 
En 2024, lanzó “Drama de Faldas”, atacando al rapero de Panteras Negras, Lalo Meneses, quien se había involucrado en su conflicto con Ana Tijoux. En cuanto a Tijoux, el conflicto surgió en 2023 cuando Seo2 la acusó de haberlo vetado de un evento de celebración del hip hop. Tijoux respondió desviando la discusión de su falta de respeto para denunciar el machismo y la toxicidad en la escena del hip hop.

## Vida Personal
En 2003, Seo2 se casó con su novia desde 1997, Dolores Maier Moreno, quien también es su mánager. Juntos tienen dos hijos, Salvador (nacido en 2004) y Daniel (nacido en 2010). La familia vive entre su departamento en Santiago de Chile, su parcela en Chiloé y Orlando, Florida. En 2013, Seo2 fue diagnosticado con cáncer, una lucha que superó gracias al apoyo de su familia y la comunidad hip hop.
En 2022, fue nombrado Ciudadano Destacado de Castro, Chiloé.

## Arte e Influencias
Seo2 ha sido influenciado por la cultura hip hop que conoció en Suiza y por artistas de rap de la época como Heavy D, Gang Starr, IAM, NTM, Nekfeu, Eminem y Masta Ace. Su estilo musical combina elementos del rap consciente y poético, buscando siempre transmitir un mensaje a través de sus letras. 

## Discografía

### Álbumes
| Año  | Título                      | Colaboradores   |
| ---- | --------------------------- | --------------- |
| 1997 | Viviendo                    | con CFC         |
| 1998 | Vida Salvaje                | con Makiza      |
| 1999 | Aerolíneas Makiza           | con Makiza      |
| 2001 | Justicia Divina             | con Némesis     |
| 2002 | Bombas                      | con Demosapiens |
| 2003 | Hip Hop Héroes              | con Némesis     |
| 2004 | Vida Salvaje (Reedición)    | con Makiza      |
| 2005 | Casino Royale               | con Makiza      |
| 2009 | Relativo & Absoluto         |                 |
| 2010 | Por Puro Amor Al Rap        |                 |
| 2014 | Reinicio                    |                 |
| 2021 | Nine2Five                   | con Grindiddy   |
| 2022 | Les dije a todos que me iba |                 |
| 2022 | En la Pieza de Atrás        | con A.L.K       |
| 2023 | Dusty Tapes                 |                 |
| 2023 | III                         | con A.L.K       |

### Como Productor Ejecutivo
| Año  | Título                          |
| ---- | ------------------------------- |
| 2013 | Verso Versátil: Nueva Etapa     |
| 2004 | CFC: Uno más                    |
| 2020 | BMF Squad: The Freestyle vol. 1 |

### Colaboraciones
| Año  | Grupo / Artista                       | Álbum / Proyecto                                                                | Canción                                        | Notas                                               |
| ---- | ------------------------------------- | ------------------------------------------------------------------------------- | ---------------------------------------------- | --------------------------------------------------- |
| 1997 | Tiro de Gracia                        | Combo 10                                                                        |                                                |                                                     |
| 2000 | Los Tres                              | Somos Tontos no Pesados                                                         |                                                | junto a Makiza                                      |
| 2000 | Varios Artistas                       | Tributo a Los Prisioneros                                                       | Latinoamérica es un Pueblo al sur de EEUU      | junto a Makiza                                      |
| 2000 | Demencia Local                        | Análisis de una Ensalada Surtida                                                | 2 MC’s y De.Zi.Ma.                             |                                                     |
| 2001 | Bitman y Roban                        | Hurtos                                                                          | Mis Caprichos son mis Dichos                   |                                                     |
| 2001 | Zicutaejecuta                         | Zicutaejecuta                                                                   | Otra Canción y La Saga Continua                |                                                     |
| 2001 | Javiera y Los Imposibles              | AM                                                                              | Eyes without a face                            |                                                     |
| 2001 | Dj Raff y Solo Di Medina              | TTBA                                                                            | Licencia para Rimar                            |                                                     |
| 2001 | Varios Artistas                       | Joyas del Barrio                                                                | Cual es la Gracia y Joyas del Barrio           |                                                     |
| 2002 | Bitman y Roban                        | Robar es Natural                                                                | Por donde nos vamoh                            |                                                     |
| 2002 | Hermanos Brothers                     | Hermanos Brothers                                                               | La Vida da, Lo Mismo y La Matemática           |                                                     |
| 2003 | Bajutopia                             | Huellas                                                                         | F.M.                                           |                                                     |
| 2003 | Varios Artistas                       | Rap Latino (Es Tao Chun Go, España)                                             | Así es y Suma y Sigue                          | junto a Némesis y DMS                               |
| 2003 | Sonido Ácido                          | Sintoniza el Dial                                                               | Atrapado                                       |                                                     |
| 2003 | Subzero                               | Lo que pasa                                                                     | Ritual                                         |                                                     |
| 2003 | Vanbuda                               | Polémico                                                                        | 100×100                                        |                                                     |
| 2003 | Varios Artistas                       | Rap Latino (Aguasonica Producciones)                                            | Así es y Suma y Sigue                          | junto a Némesis y DMS                               |
| 2003 | Varios Artistas                       | Latin Hop (Wea / Warner, España)                                                | La Rosa de los Vientos                         | junto a Makiza                                      |
| 2003 | Dj Bitman                             | Sunset Beats                                                                    | Verdad que si                                  |                                                     |
| 2004 | CFC                                   | Uno Más                                                                         | Mi Tierra Aniquilada y Tristes Acontecimientos | en la producción del disco                          |
| 2004 | Varios Artistas                       | Hipspano (El Diablo, España)                                                    | 100% Staila y Hip-hop Héroes                   | junto a Makiza y Némesis                            |
| 2004 | Varios Artistas                       | Expresión Opresión (Mosaic Music, Francia)                                      | 100% Staila y La vida es como un Sueño         | junto a Makiza                                      |
| 2004 | Escala Real                           | Fracción de Segundo                                                             | Rimas Complejas                                |                                                     |
| 2005 | DOSHERMANOS                           | Format C:                                                                       | Explota                                        | junto a Makiza                                      |
| 2005 | DeLoSimple                            | Sueños Inalcanzables (Hip.Nozys / Inalcanzable Records, México)                 | ¿A donde vamos?                                |                                                     |
| 2005 | Varios Artistas                       | Mutante Sample                                                                  | La Matemática y Atrapado                       | junto a Hermanos Brothers, Watong y Sonido Ácido    |
| 2005 | Rap Soda                              | Mochila, papel y bolí (Soul Gap Records, España)                                | Caballeros del Círculo                         |                                                     |
| 2006 | Weiza                                 | Buscando Metas (BTS Discos)                                                     | Convivencias                                   |                                                     |
| 2006 | Makiza                                | Homenaje a Los Jaivas                                                           | ¿Dónde estabas tu?                             |                                                     |
| 2006 | Makiza                                | Catedral en Vivo                                                                | Todo va más lento                              |                                                     |
| 2006 | Rap Soda                              | Proyecto Sudamérica (Soul Gap Records, España)                                  | Caballeros del Círculo y Tablas                |                                                     |
| 2006 | Nova Sur y el Ministerio de Educación | Proyecto de incentivo de la lectura                                             | 2 temas                                        |                                                     |
| 2006 | Cuarto Universo                       | La Teoría del Big Bang                                                          | Más                                            | junto a DJ Seltzer y Bronkoyote                     |
| 2007 | Varios Artistas                       | Banda sonora del documental europeo sobre el calentamiento global Reclaim Power |                                                |                                                     |
| 2007 | Makiza                                | Zona de Obras                                                                   | Cosas de la Vida                               |                                                     |
| 2007 | Varios Artistas                       | Hip-hop Nuestro (Argentina)                                                     | Quiero                                         |                                                     |
| 2008 | Nastiaz                               | La victoria es Mía                                                              | Sonido de Barrio                               | junto a Maka Meléndez y Jimmy Fernández             |
| 2008 | EZE G                                 | Vagamundo del papel y los beat                                                  | Raperos Somos                                  |                                                     |
| 2010 | Nick Calaveras                        | La receta                                                                       | Si un día y Bolas de papel                     |                                                     |
| 2011 | Eze G                                 | Políticos Oportunistas                                                          |                                                |                                                     |
| 2011 | Gran Rah                              | Hermanas Paredes                                                                | EXTTRATErap3                                   | junto a MC Nauck                                    |
| 2011 | Verso Versátil                        | NUEVA ETAPA                                                                     |                                                | como Productor Musical                              |
| 2011 | Clan Urbano                           | Siete Colores                                                                   | Lucha                                          |                                                     |
| 2013 | Bronko Yotte                          | Mochila                                                                         |                                                |                                                     |
| 2013 | Skool 77                              | Ciudad de Angeles                                                               | Miedo                                          | junto al MC mexicano y el beatmaker Satrumentalz    |
| 2014 | Osir Jimmy James                      | De vuelta a casa                                                                | Con esta los matamos                           | junto a Dabeat Romero                               |
| 2015 | Franz Mesko                           | Técnica Mixta                                                                   | Cortejo Funébre                                | junto a DJ Mataskaupas                              |
| 2015 | Verso Versatil                        | La Brújuka                                                                      | Raíces                                         |                                                     |
| 2017 | Pizzi Moreno                          | Leyenda de abril                                                                | Entre Ayer y Mañana                            | junto a Frainstrumentos                             |
| 2018 | Satrumentalz                          | El código                                                                       | Clásico y Aterriza en mi hangar                | junto a Franco Ill, Rick Santino, Eme Ese y Klasixz |
| 2018 | SimonSqualo                           | Navegando en lagunas mentales                                                   | Libre                                          | junto a Franz Mesko y DJ Eseté                      |
| 2018 | Dahomis                               | Hip Hop                                                                         | Hip Hop                                        | junto a Nina Blood                                  |
| 2023 | Satrumentalz y Dj Ropo                | 50/50 Mixtape                                                                   | Para que me invitan                            | edición del video mixtape                           |

### Premios y Nominaciones
| Año  | Descripción |
| ---- | --- |
| 2013 | Nominación a los Premios Altazor como Productor (no pudo asistir debido a su lucha contra el cáncer, la cual superó gracias al apoyo de su familia y la comunidad hip hop). |
| 2022 | Ciudadano Destacado de Castro, Chiloé |